# 베트남 요리

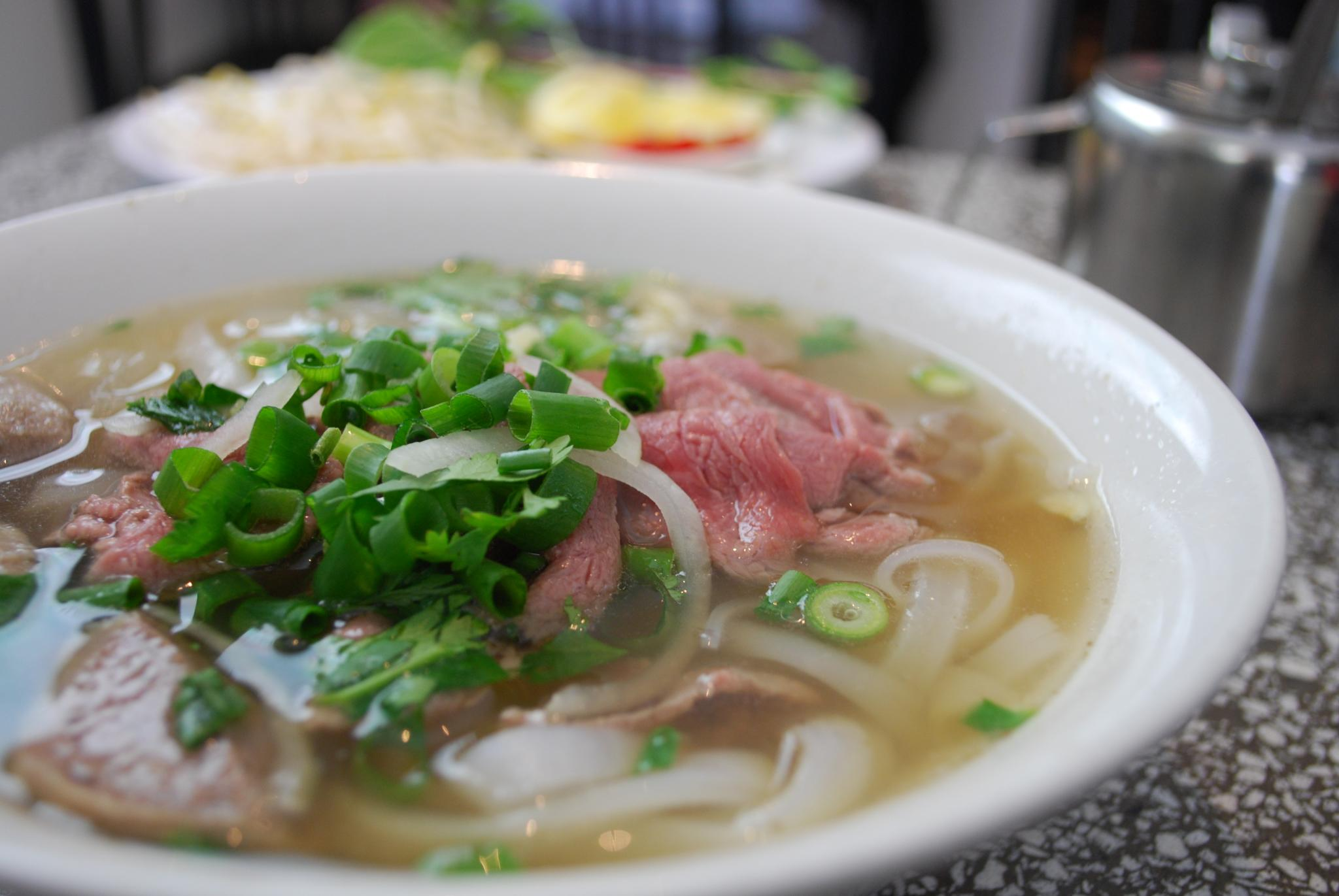
퍼

베트남 요리(Vietnam 料理, 베트남어: ẩm thực Việt Nam 엄특 비엣남[*])는 동남아시아에 있는 베트남의 요리이다. 베트남인들이 먹는 요리이며, 태국, 중국 요리와 함께 아시아의 3대 요리로 평가된다.
베트남 요리는 비옥한 토지에서 자란 풍부한 식재료로 500여가지에 이르는 다양한 요리를 만들어 낸다. 베트남 요리는 쌀과 국수가 주를 이루며 아침과 간식으로 바게트를 이용한 샌드위치인 바인 미를 즐긴다. 어장, 간장, 해선장 등을 사용한다. 베트남식 요리법은 많은 채소, 허브, 레몬그래스, 라임, 카피르라임 등의 향신료들을 쓴다. 베트남 전 지역에서 가장 강조되는 점은 신선한 채소를 신선한 허브와 함께 깊은 맛을 내는 향신료와 함께 내오는 것이다. 또한 베트남인들은 불교식 채식을 먹기도 한다. 베트남에서 가장 널리 쓰이는 고기는 돼지고기, 쇠고기, 참새우, 다양한 물고기, 닭고기 등이다. 오리고기는 많이 먹지 않는다.
베트남 요리는 기본적으로 지역에 따라서 세 가지로 분류될 수 있다. 북부 지방의 요리는 중부나 남부 지방에 비해서 준비가 간단하다. 프라이팬에 볶은 요리가 많고 간장을 많이 쓴다. 북부 지방의 요리는 중국의 영향을 많이 받았다. 역사적으로 북부 지방이 비교적 빈곤하였기 때문에 음식의 종류도 많이 다양하지는 않다. 남부 베트남의 요리는 채소, 물고기, 기타 해산물을 많이 쓰는데 프랑스의 영향을 가장 많이 받았다. 베트남에서는 오래전부터 국수를 먹었다. 특히 베트남 문화의 형성에 영향을 미쳤으며, 캄보디아, 라오스, 태국, 인도네시아처럼 베트남의 도시에 자기네 구역을 가지고 있는 중국 사람들이 먹었다. 그에 비해 소고기 국물은 프랑스 사람들이 인도차이나를 식민지로 만들기 전의 베트남에는 거의 존재하지 않았다. 소는 일하는 동물이었기 때문이다. 중국 사람들은 국수를 닭으로 만든 국물에만 넣어 먹었다.
여행객 입장에서, 베트남 요리는 값이 저렴한 것도 매력이 아닐 수 없다.

## 대표 요리
- 바인 호이(Bánh hỏi)
- 분 팃 느엉(Bún thịt nướng)
- 분 짜(Bún chả)
- 분 목(Bún mọc)
- 분 보(Bún bò)

## 같이 보기
- 동남아시아 요리